# Johann Jakob Kaup
Johann Jakob Kaup (Darmstadt, 10 aprile 1803 – Darmstadt, 4 luglio 1873) è stato un naturalista tedesco.

## Biografia
Dopo aver studiato a Gottinga e Heidelberg, trascorse due anni a Leida, dove rivolse le sue attenzioni soprattutto agli anfibi e ai pesci. In seguito tornò a Darmstadt come assistente nel museo granducale, di cui nel 1840 divenne ispettore. Nel 1829 pubblicò Skizze zur Entwickelungsgeschichte der europäischen Thierwelt, in cui guardava al mondo animale come un susseguirsi di vari sviluppi dalle forme inferiori a quelle superiori, dagli anfibi, attraverso gli uccelli, ai grandi carnivori. 
Successivamente ripudiò questo lavoro ritenendolo un'operetta giovanile, e riguardo alla pubblicazione dell'Origine delle specie di Darwin si dichiarò contrario alla sua dottrina. Gli ingenti depositi fossiliferi nelle vicinanze di Darmstadt gli dettero un'ampia opportunità di compiere studi paleontologici, trattati nel Beiträge zur näheren Kenntniss der urweltlichen Säugethiere (1855-1862). Scrisse anche Classification der Säugethiere und Vögel (1844), e, con Heinrich Georg Bronn, Die Gavial-artigen Reste aus dem Lias (1842-1844). 
Kaup fu coinvolto in un episodio particolarmente importante nella storia della paleontologia. Nel 1854 acquistò il mastodonte americano ritrovato nel 1799 nella Contea di Orange, nello Stato di New York, lo stesso immortalato nel dipinto di Charles Willson Peale, eseguito tra il 1806 e il 1808, riguardo agli scavi del 1801. Questo mastodonte fu mostrato al pubblico per molti anni nel Museo di Peale, prima a Filadelfia e poi a Baltimora, e al giorno d'oggi lo è ancora a Darmstadt, in Germania. Si tratta del primo esemplare completo ritrovato negli Stati Uniti e forse è il secondo animale fossile che sia mai stato montato per mostrarlo al pubblico.
Kaup morì nel 1873 e fu sepolto nel cimitero vecchio di Darmstadt.

## Opere
- Die gavialartigen Reptilien aus der Liasformation, 1844
- Beiträge zur Kenntnis der urweltlichen Säugetiere, 1862

| Kaup è l'abbreviazione standard utilizzata per le specie animali descritte da Johann Jakob Kaup. Categoria:Taxa classificati da Johann Jakob Kaup |